# مقاطعة بوينسيت (أركنساس)
مقاطعة بوينسيت (بالإنجليزية: Poinsett County)‏ هي إحدى مقاطعات ولاية أركنساس في الولايات المتحدة الأمريكية.